# طاوسکرد
طاوسکرد از روستاهای قدیمی در استان آرتوین ترکیه بود.
این روستا در جنوب شرقی شهر آرتوین و جنوب آردانوش قرار داشت.
بخش دوم این نام یعنی «کرد» پسوندی فارسی است به معنای «ساخته‌شده» که در زبان ارمنی نیز به وام گرفته شده و در جاینام‌های ارمنی استفاده زیادی دارد. 
در مدارک زمان عثمانی آمده‌است که نیروهای ارمنی در اطراف طاوسکرد به کشتار مسلمان دست زده و کسی از مسلمانان این منطقه را زنده نگذاشتند.